# 친일파 708인 명단 - 일진회
친일파 708인 명단 - 일진회는 2002년 민족정기를 세우는 국회의원모임에서 발표한 친일파 708인 명단 가운데 일진회 관련자 9명의 명단이다. 유형이 중복되는 경우에는 이름 옆에 해당 유형을 부기했다.

## 〈일진회〉 목록
- 김명준 (金明濬) - 일본 귀족원 의원 및 제국의회 의원, 중추원, 친일단체
- 서상윤 (徐相允)
- 송병준 (宋秉畯) - 정미칠적, 조선귀족, 중추원, 친일단체
- 양재익 (梁在翼)
- 염중모 (廉仲模) - 중추원, 친일단체
- 윤갑병 (尹甲炳) - 도지사, 도 참여관, 중추원, 친일단체
- 윤길병 (尹吉炳)
- 윤시병 (尹始炳) - 친일단체
- 이용구 (李容九) - 친일단체

## 같이 보기
- 민족문제연구소의 친일인명사전 수록예정자 명단 - 친일단체
- 대한민국 정부 발표 친일반민족행위자 명단 - 경제·사회